# John Salako
John Akin Salako (Ibadan, 11 februari 1969) is een Engels voormalig profvoetballer en huidig voetbalanalist met Nigeriaanse roots. Salako speelde bij voorkeur als linkshalf en als linksachter en was met Crystal Palace en Coventry City in de Premier League actief. Toen hij onder contract stond bij Crystal Palace, kwam hij vijf keer uit voor het Engels voetbalelftal, wat dateert van 1991. Salako kwam echter niet tot scoren.

## Clubcarrière

### Crystal Palace
Salako is afkomstig uit Nigeria, maar zijn ouders verhuisden al snel met hem naar Engeland. Hij begon te voetballen bij Crystal Palace medio jaren tachtig. Hij speelde met Palace van 1989 tot 1992 in de First Division. Salako bereikte met Crystal Palace de finale van de FA Cup in 1990. In die finale werd met 1-0 verloren van Manchester United na het spelen van een replay. Een eerste ontmoeting tussen beide teams was namelijk op 3-3 geëindigd. Een jaar later scoorde hij tweemaal tegen Manchester United in de competitie. Het werd uiteindelijk een 3-0 thuisoverwinning voor Palace. Crystal Palace verhuurde Salako aan Swansea City tijdens het seizoen 1988/89.
Een ernstige knieblessure, opgelopen in een competitiewedstrijd tegen Leeds United, dwong hem vanaf de zijlijn toe te kijken tot en met de start van het seizoen 1992/93. Palace was dat seizoen mede-oprichter van de Premier League, maar degradeerde meteen. Dat seizoen speelden Salako ofwel Paul Williams als centrumspits naast Chris Armstrong om het vertrek van doelpuntenmachine Ian Wright naar Arsenal en dat van Mark Bright naar Sheffield Wednesday op te vangen. Het vertrek van het duo Wright-Bright was een enorme aderlating voor de club.
Salako scoorde 22 keer uit 215 competitiewedstrijden voor Palace. Salako hielp de club na één seizoen tweede klasse weer naar de Premier League te promoveren, maar Palace degradeerde wederom naar het Championship. Palace deed dat ondanks enkele puike prestaties, met name door onder andere de halve finale van zowel de FA Cup als de League Cup te bereiken in de jaargang 1994/95.

### Coventry City
Salako tekende een contract bij Coventry City in de zomer van 1995, waar hij net als bij Crystal Palace een belangrijke schakel was op het middenveld en in de achterhoede. Hij speelde drie seizoenen bij Coventry City, waarmee hij telkens nipt degradatie uit de Premier League kon vermijden. Salako werd even verhuurd aan Bolton Wanderers tijdens het seizoen 1997/98. Hij kwam in de loondienst van Coventry City aan 72 competitiewedstrijden, waarin hij viermaal scoorde.

### Fulham en Charlton Athletic
Na zijn periode bij Coventry City verhuisde Salako naar Fulham, waar hij niet verder geraakte dan 10 competitieduels en 1 doelpunt. Salako promoveerde wel met de club naar het Championship. In de zomer van 1999 koos hij voor een avontuur bij Charlton Athletic, waarmee Salako in 2000 promoveerde naar de Premier League. Salako speelde vaak in zijn eerste seizoen bij de club, maar verloor in de Premier League zijn basisplaats aan Mark Kinsella.

### Latere carrière
Salako ging vanaf het seizoen 2001/02 aan de slag in de League One. Hij was er actief bij Reading, waarmee hij promotie afdwong naar het Championship, en Brentford, waar Salako zijn professionele loopbaan aan het einde van het seizoen 2004/05 beëindigde.

## Erelijst
| Competitie                              |                |                |
| Competitie                              | Aantal         | Jaren          |
| Crystal Palace                          | Crystal Palace | Crystal Palace |
| --------------------------------------- | -------------- | -------------- |
| First Division / Championship           | 1×             | 1993/94        |
| Play-offs First Division / Championship | 1×             | 1988/89        |
| Fulham                                  |                |                |
| Second Division / League One            | 1×             | 1998/99        |
| Charlton Athletic                       |                |                |
| First Division / Championship           | 1×             | 1999/00        |

## Persoonlijk leven
In april 2013 werd bekend dat Salako bankroet was gegaan omwille van "slechte investeringen".